# Erwähnungsdidaktik
Erwähnungsdidaktik ist eine Form didaktischer Unterrichtsplanung, die darauf abzielt, als wichtig empfundene Ereignisse oder Inhalte für kurze Zeit zu besprechen, ohne sie tiefgründiger oder umfassender mit Lernenden zu untersuchen. Als Grund wird häufig Zeitmangel angegeben.
Der Begriff geht auf den Geschichtsdidaktiker Hans-Jürgen Pandel zurück. Er kritisiert mit dem Begriff, dass Lehrpläne inhaltlich überfüllt seien und ein zu großes Pensum an Unterrichtsstoff bearbeitet werden müsse.